# Horní Ředice
Horní Ředice är en ort i Tjeckien.   Den ligger i regionen Pardubice, i den centrala delen av landet, 110 km öster om huvudstaden Prag. Horní Ředice ligger 239 meter över havet och antalet invånare är 802.
Terrängen runt Horní Ředice är platt.Runt Horní Ředice är det ganska tätbefolkat, med 56 invånare per kvadratkilometer. Närmaste större samhälle är Hradec Králové, 17,3 km nordväst om Horní Ředice. Omgivningarna runt Horní Ředice är en mosaik av jordbruksmark och naturlig växtlighet.